# Mulazzana
La Mulazzana è una cascina del comune lombardo di Castelgerundo.
Nel catasto gli fu dato il titolo di comune censuario, forte indizio questo che tende ad indicare che il cascinale costituisse un comune a sé stante prima della riforma amministrativa della Lombardia operata dall’imperatrice Maria Teresa nel 1757.